# Peter Oundjian
Peter Oundjian (Toronto, 21 dicembre 1955) è un violinista e direttore d'orchestra canadese.
Il più giovane di cinque figli da padre armeno e madre inglese, Oundjian sostiene di avere anche origini scozzesi attraverso il nonno materno, un Sanderson, ed il MacDonell del clan Glengarry.

## Primi anni
Nato a Toronto, Ontario, Oundjian fu educato in Inghilterra, dove iniziò lo studio del violino all'età di sette anni con Manoug Parikian. Frequentò la scuola Charterhouse di Godalming e continuò poi gli studi con Béla Katona. Ha in seguito frequentato il Royal College of Music. Egli studiò anche alla Juilliard School con Ivan Galamian, Itzhak Perlman e Dorothy DeLay. Mentre era alla Juilliard, studiò direzione orchestrale come complementare e più tardi ricevette l'incoraggiamento nei suoi sforzi, quando assistette ad una master class del famoso direttore austriaco Herbert von Karajan.

## Carriera
Nel 1980 Oundjian vinse il primo premio al Concorso Internazionale di Violino a Viña del Mar, Cile. Oundjian divenne primo violino del Quartetto di Tokyo e mantenne la carica per 14 anni. La sofferenza dovuta al continuo stress costrinse Oundjian a limitare la sua carriera come strumentista. Conseguentemente dovette trasferire la sua attenzione a tempo pieno sulla direzione orchestrale.
Oundjian fu il direttore artistico della Nieuw Sinfonietta di Amsterdam (ora l'Amsterdam Sinfonietta) dal 1998 al 2003. È anche Consulente Artistico e Direttore Principale Ospite del Caramoor International Music Festival. Fu anche il principale direttore ospite dell'Orchestra Sinfonica del Colorado per tre anni. Per quattro estati, guidò l'Orchestra Sinfonica di Filadelfia nel festival "Assolutamente Mozart". Oundjian divenne direttore ospite principale e consulente artistico dell'Orchestra Sinfonica di Detroit nel settembre 2006.
Oundjian fu nominato Direttore Musicale dell'Orchestra Sinfonica di Toronto (OST) nel gennaio 2003, e assunse la carica nel 2004. L'orchestra aveva problemi finanziari all'atto della nomina di Oundjian, ma egli contribuì a un miglioramento della situazione dell'orchestra sin dall'inizio del suo mandato. Il film documentario del 2005 Cinque Giorni di Settembre: La rinascita di un'Orchestra registra i primi giorni della prima stagione di Oundjian come direttore musicale del OST. Nel febbraio 2007 Oundjian prolungò il suo contratto con OST fino al 2012. A seguito di un successivo prolungamento del contratto per tutta la stagione 2013-2014, nel mese di aprile 2013, la OST ha ulteriormente ampliato il suo contratto fino alla stagione 2016-2017. La sua più recente estensione contrattuale con OST è fino al la stagione 2017-2018.
Dal 1981 Oundjian ha insegnato come professore di violino a contratto presso la Yale School of Music. Nel gennaio 2011 la Royal Scottish National Orchestra ha annunciato la nomina di Oundjian come il suo prossimo direttore musicale, a partire dalla stagione 2012-2013, con un contratto iniziale di 4 anni.
Oundjian e sua moglie Nadine hanno due figli. Il comico britannico Eric Idle è suo cugino, poiché le loro madri sono sorelle. Nel giugno 2007 Oundjian diresse la prima mondiale di un oratorio di Idle and John DuPrez basato sul film dei Monty Python Life of Brian, dal titolo Not the Messiah (He's a Very Naughty Boy), al primo Festival Luminato di Toronto, Canada.